# 球报 (葡萄牙)
《球报》（直译：「球」 ，葡萄牙語發音：[ɐ ˈβɔlɐ]  ) 是一份在里斯本出版的葡萄牙语体育报纸。

## 历史和简介
球报由坎迪多·德·奥利韦拉和里贝罗·多斯雷斯于1945年创立，初时每周两次出版。  1995年改为日报。虽然报纸副标题是“所有运动的报纸”，但主要内容是足球类。从1952-53 赛季起，授予葡超顶级射手银球奖。

2012年，推出了球报电视频道（A Bola TV） 。 

## 年度最佳球员
|        | 球员   | 俱乐部 |
| ------ | ------ | ------ |
| 2017年 | 若纳斯 | 本菲卡 |